# Casteldelci
Casteldelci (Castèl in romagnolo) è un comune italiano di 353 abitanti della provincia di Rimini in Emilia-Romagna.
È il comune più occidentale della provincia di Rimini, e il più meridionale della stessa provincia e dell'intera regione Emilia-Romagna.

## Storia
Menzionato già in documenti del XII secolo, fu sotto la giurisdizione dei vescovi di Montefeltro e poi del rettore della Massa Trabaria. La tradizione vuole che in questo piccolo borgo, intorno al 1250, abbia avuto i natali il capitano di ventura Uguccione della Faggiola, uno dei protagonisti della vita politica e militare del Medioevo. 
Passò quindi ai Della Faggiuola fino al XV secolo, poi a Nicolò dei Prefetti di Vico, per diventare dominio dal 1438 di Guidantonio da Montefeltro. 
Appartenne per alcuni anni a Cesare Borgia, poi a Lorenzo De' Medici e a Urbino, di cui seguì le vicende storiche.
Nel 1944, nella frazione Fragheto, come rappresaglia per un attacco subito dai partigiani, un reparto tedesco trucidò 30 abitanti e 15 partigiani precedentemente catturati noto come l'eccidio di Fragheto.
Nell'Italia unita il comune è appartenuto alle Marche (provincia di Pesaro e Urbino) fino al 15 agosto 2009, quando ne è stato distaccato congiuntamente ad altri sei comuni dell'Alta Valmarecchia in attuazione dell'esito di un referendum svolto il 17 e 18 dicembre 2006.

## Monumenti e luoghi d'interesse
- Chiesa di San Martino
- Chiesa di Santa Maria in Sasseto, gotica
- Chiesa di San Nicolò, gotica
- Torre civica, superstite delle quattro che univano l'antico castello
- Ponte Vecchio, romanico
- Poggio Calanco, caratteristico borgo di case in pietra, raggiungibile solo a piedi[8]

## Società

### Evoluzione demografica
Abitanti censiti

## Amministrazione
| Periodo        | Periodo        | Primo cittadino     | Partito                                           | Carica  | Note   |
| -------------- | -------------- | ------------------- | ------------------------------------------------- | ------- | ------ |
| 23 aprile 1995 | 12 giugno 1999 | Fortunato Salvatori | Lista civica di centro                            | Sindaco | [ 10 ] |
| 13 giugno 1999 | 11 giugno 2004 | Marcello Ceccarini  | Lista civica di centro                            | Sindaco | [ 11 ] |
| 12 giugno 2004 | 6 giugno 2009  | Martina Brizzi      | Lista civica                                      | Sindaco | [ 12 ] |
| 7 giugno 2009  | 25 maggio 2014 | Mario Fortini       | Lista civica Alternativa popolare per Casteldelci | Sindaco | [ 13 ] |
| 26 maggio 2014 | 26 maggio 2019 | Luigi Cappella      | Lista civica Una pagina nuova per Casteldelci     | Sindaco | [ 14 ] |
| 27 maggio 2019 | in carica      | Fabiano Tonielli    | Lista civica Noi per Casteldelci                  | Sindaco | [ 15 ] |

## Cultura
- Casa Museo Sandro Colarieti – Museo archeologico